# Антрекот

Схема вирізки антрекота

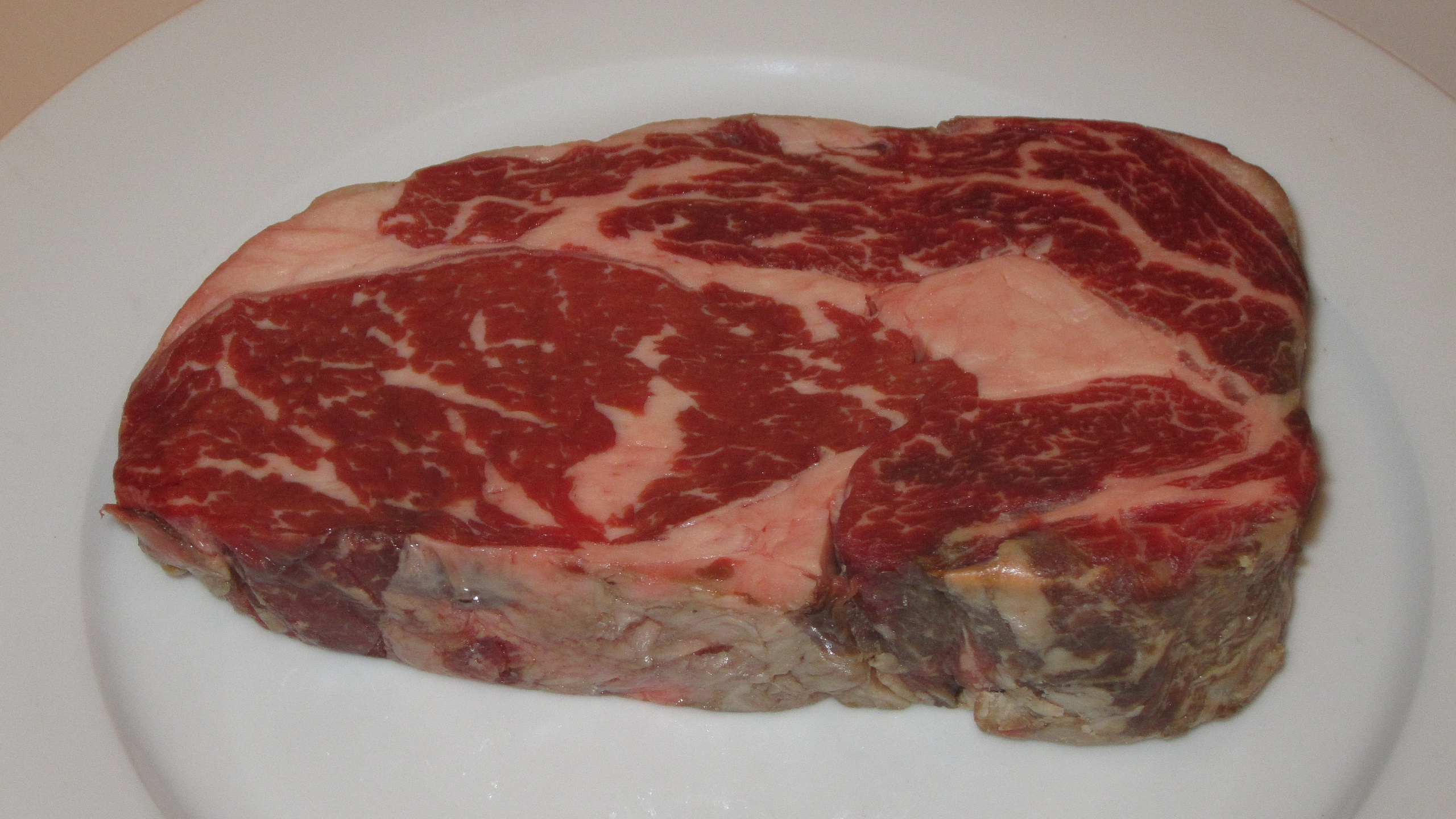
Антрекот

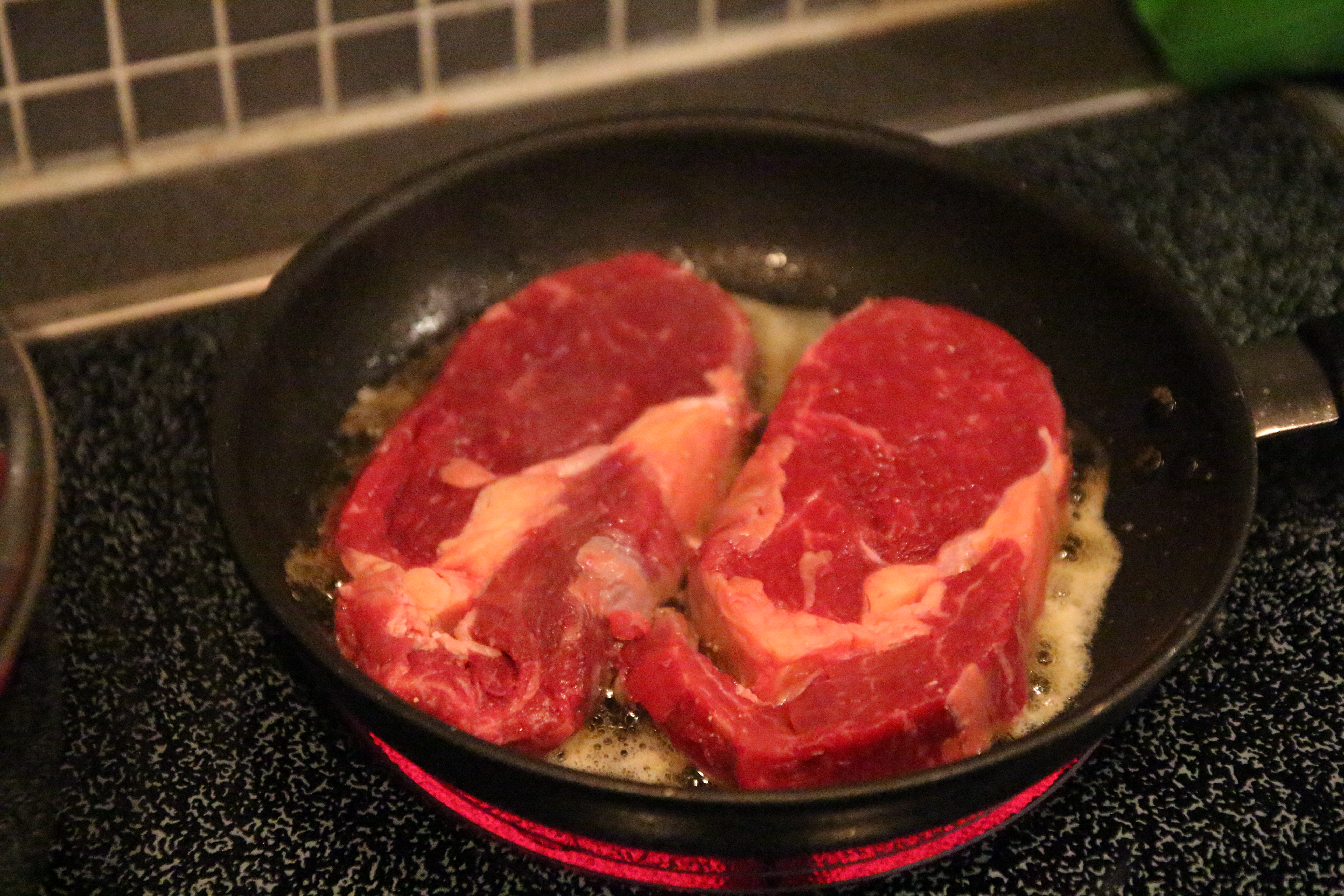
Антрекот на пательні

Антреко́т (фр. entrecôte, від entre — «між» + côte — «ребро») в класичній французькій кухні — шматок волового м'яса, зрізаний між ребрами та хребтом.
У широшому розумінні, останнім часом, будь-який шматок м'яса (зазвичай яловичини) товщиною 1 — 1,5 сантиметра, завбільшки з долоню.